# Jakub Piotrowski
Jakub Piotrowski (ur. 4 października 1997 w Toruniu) – polski piłkarz występujący na pozycji pomocnika we włoskim klubie Udinese  oraz w reprezentacji Polski.

## Przebieg kariery

### Kariera klubowa
Piotrowski jest wychowankiem Unislavii Unisław. Kolejnymi jego klubami były Chemik Bydgoszcz, Wda Świecie, Pogoń Szczecin i Stomil Olsztyn.
14 maja 2018 podpisał trzyletni kontrakt z belgijskim KRC Genk występującym w Eerste klasse A. 6 stycznia 2020 został wypożyczony do Waasland-Beveren. Latem 2020 roku związał się z niemieckim klubem Fortuna Düsseldorf, w którym zagrał 42 mecze i zdobył jednego gola w 2. Fußball-Bundeslidze. 28 lipca 2022 roku przeszedł na zasadzie transferu definitywnego do bułgarskiego klubu Łudogorec Razgrad za kwotę 1,3mln euro.
2 sierpnia 2025 podpisał 4 letni kontrakt ze włoskim Udinese występującym w Serie A.

### Kariera międzynarodowa
Piotrowski reprezentował Polskę w kategoriach U-19 i U-20. W zespole U-21 zadebiutował 1 września 2017 na stadionie im. Tengiza Burdżanadze w Gori w wygranym 3:1 meczu z reprezentacją Gruzji U-21.
5 października 2023 został po raz pierwszy powołany do seniorskiej reprezentacji Polski przez selekcjonera Michała Probierza na mecze eliminacji Mistrzostw Europy 2024 z Wyspami Owczymi i Mołdawią. Swój debiut miał 12 października w meczu eliminacji Mistrzostw Europy 2024 z reprezentacją Wysp Owczych. Swojego pierwszego gola w narodowych barwach strzelił 17 listopada przeciwko reprezentacji Czech.

## Statystyki

### Reprezentacyjne
(aktualne na 10 czerwca 2025)
| Reprezentacja | Rok  | Mecze | Bramki |
| ------------- | ---- | ----- | ------ |
| Polska        |      |       |        |
| 2023          | 3    | 1     |        |
| 2024          | 7    | 1     |        |
| 2025          | 2    | 0     |        |
| Suma          | Suma | 12    | 2      |

| Mecze i gole w reprezentacji | Mecze i gole w reprezentacji | Mecze i gole w reprezentacji | Mecze i gole w reprezentacji | Mecze i gole w reprezentacji | Mecze i gole w reprezentacji | Mecze i gole w reprezentacji |
| Lp.                          | Data                         | Miasto                       | Przeciwnik                   | Gol                          | Wynik                        | Rozgrywki                    |
| ---------------------------- | ---------------------------- | ---------------------------- | ---------------------------- | ---------------------------- | ---------------------------- | ---------------------------- |
| 1.                           | 12.10.2023                   | Thorshavn                    | Wyspy Owcze                  |                              | 2:0                          | el. ME 2024                  |
| 2.                           | 17.11.2023                   | Warszawa                     | Czechy                       | Gol                          | 1:1                          | el. ME 2024                  |
| 3.                           | 21.11.2023                   | Warszawa                     | Łotwa                        |                              | 2:0                          | towarzyski                   |
| 4.                           | 21.03.2024                   | Warszawa                     | Estonia                      | Gol                          | 5:1                          | el. ME 2024 Baraże półfinał  |
| 5.                           | 26.03.2024                   | Cardiff                      | Walia                        |                              | 0:0 (k. 5:4)                 | el. ME 2024 Baraże finał     |
| 6.                           | 10.06.2024                   | Warszawa                     | Turcja                       |                              | 2:1                          | towarzyski                   |
| 7.                           | 16.06.2024                   | Hamburg                      | Holandia                     |                              | 1:2                          | ME 2024                      |
| 8.                           | 21.06.2024                   | Berlin                       | Austria                      |                              | 1:3                          | ME 2024                      |
| 9.                           | 05.09.2024                   | Glasgow                      | Szkocja                      |                              | 3:2                          | LN 2024/2025                 |
| 10.                          | 08.09.2024                   | Osijek                       | Chorwacja                    |                              | 0:1                          | LN 2024/2025                 |
| 11.                          | 21.03.2025                   | Warszawa                     | Litwa                        |                              | 1:0                          | el. MŚ 2026                  |
| 12.                          | 10.06.2025                   | Helsinki                     | Finlandia                    |                              | 1:2                          | el. MŚ 2026                  |

## Sukcesy

### KRC Genk
- Mistrzostwo Belgii: 2018/19
- Superpuchar Belgii: 2019/20

### Łudogorets Razgrad
- Mistrzostwo Bułgarii: 2022/23, 2023/24, 2024/25,
- Puchar Bułgarii: 2022/23, 2024/25
- Superpuchar Bułgarii: 2022/23, 2023/24, 2024/25